# Dopravní podnik měst Liberce a Jablonce nad Nisou

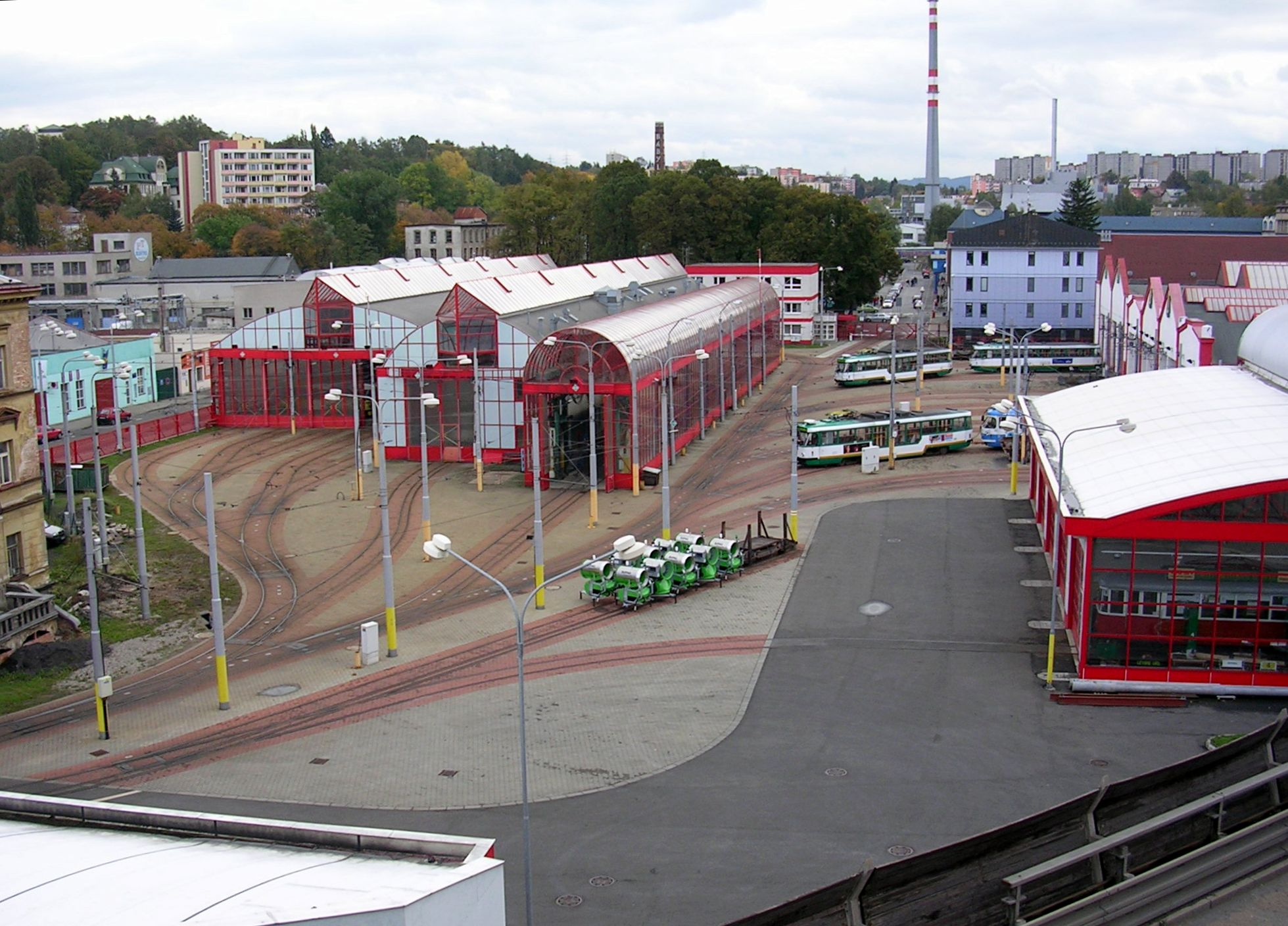
Tramvajová vozovna v Liberci

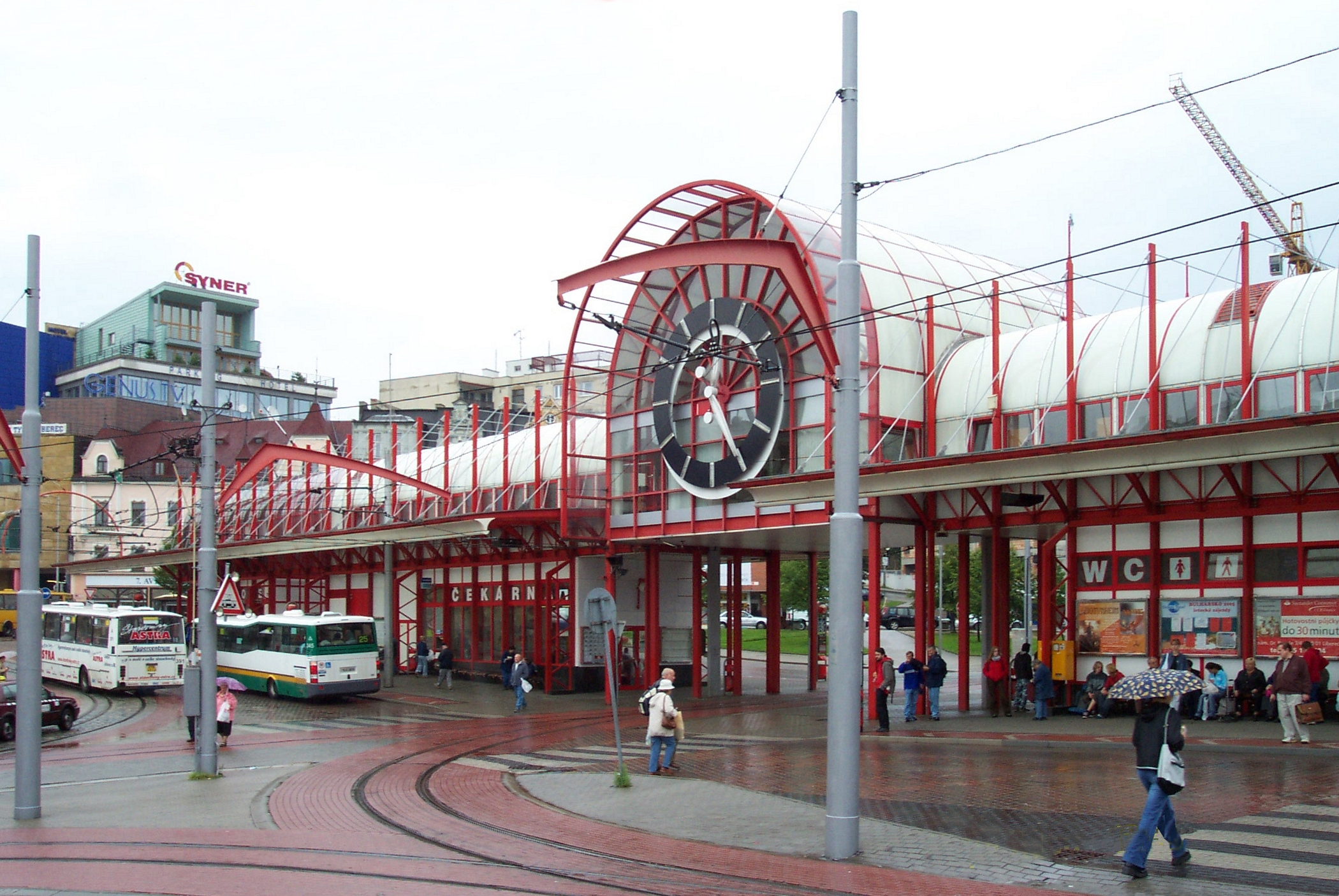
Terminál MHD Fügnerova v Liberci

Dopravní podnik měst Liberce a Jablonce nad Nisou, a.s. (zkratka DPMLJ, do října 2010 Dopravní podnik města Liberce, a.s., zkratka DPML) je provozovatelem městské hromadné dopravy v Liberci včetně přilehlých obcí a tramvajové linky do Jablonce nad Nisou. Patří k pěti největším dopravním podnikům v ČR a v roce 2022 přepravil přes 35 milionů cestujících. Předsedou představenstva DPMLJ je od června 2018 Michal Zděnek.

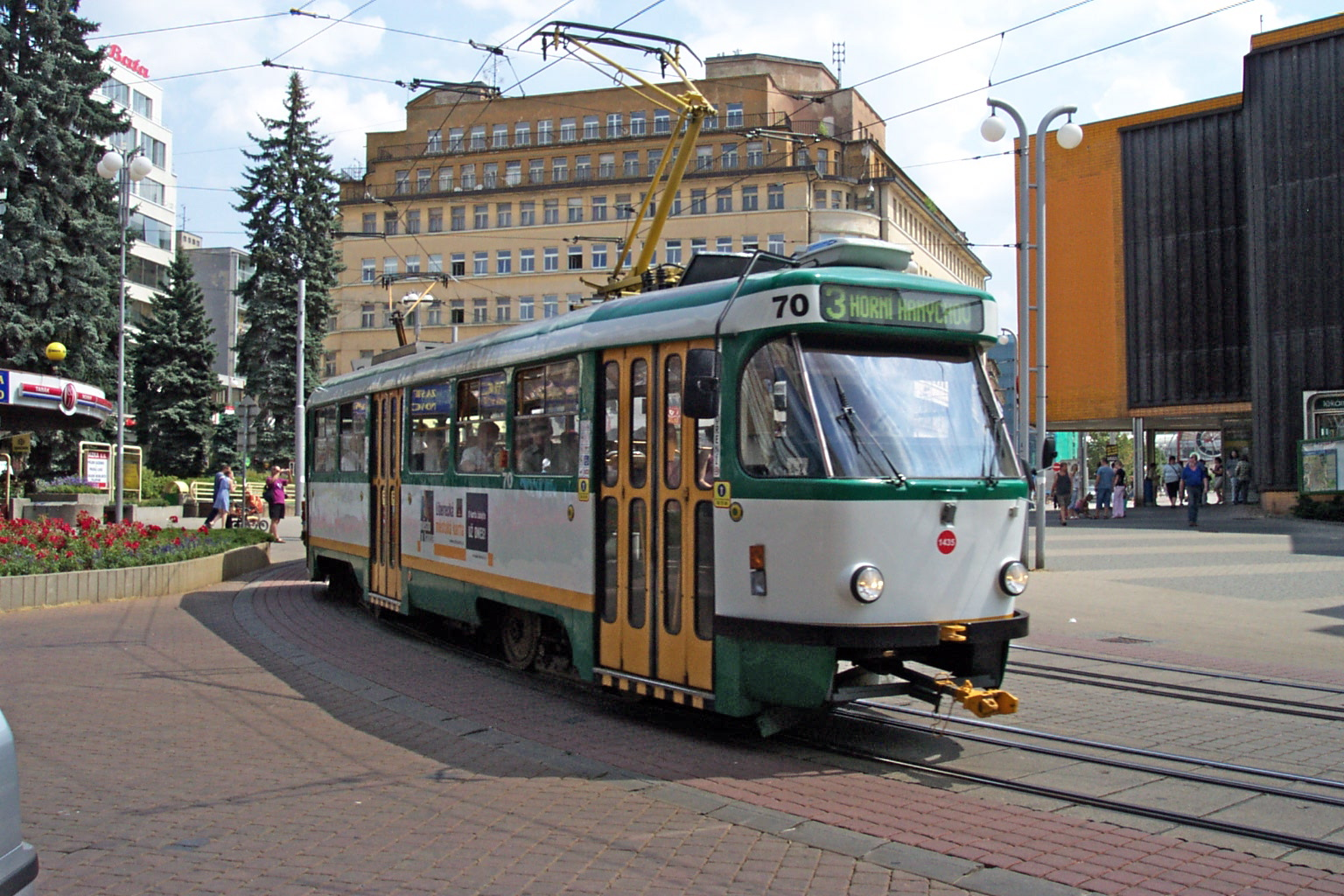
Liberecká tramvaj T3 v typickém žluto-zeleno-bílém korporátním nátěru

## Historie
Provoz tramvají v Liberci byl zahájen roku 1897, v Jablonci nad Nisou roku 1900, příměstská autobusová doprava byla provozovateli městské dopravy zahájena v Liberci roku 1927 a v Jablonci nad Nisou roku 1930. Původně mělo každé město vlastní dopravní podnik. V Liberci byla roku 1895 založena Společnost liberecké pouliční dráhy, v Jablonci působila od roku 1899 Gablonzer Strassenbahn und Elektrizitäts Gesellschaft. Od 1. června 1943 do 19. června 1945 provozovala Společnost liberecké pouliční dráhy i lanovou dráhu na Ještěd, která předtím i poté patřila železničnímu dopravci.
1. února 1948 vznikl společný Dopravní komunální podnik měst Liberce a Jablonce nad Nisou se sídlem v Liberci, který byl roku 1960 opět rozdělen na dva městské podniky.
Meziměstská tramvajová trať Liberec – Jablonec byla v roce 1960 rozdělena mezi oba městské podniky, po zrušení jablonecké tramvajové sítě v roce 1965 usiloval jablonecký dopravní podnik o zrušení celé trati, avšak od 1. ledna 1970 převzal jabloneckou část trati i jablonecký podíl na vypravení vozů liberecký dopravní podnik.
S koncem roku 1980 byl jablonecký městský dopravní podnik zrušen a městskou autobusovou dopravu v Jablonci nad Nisou převzal k 1. lednu 1981 tehdejší severočeský krajský národní podnik ČSAD KNV Ústí nad Labem n. p. Roku 1992 přešlo provozování na nově vzniklý podnik ČSAD Jablonec nad Nisou a.s. Dopravní středisko MHD v Jablonci bylo organizačně oddělené od dopravního střediska pro ostatní pravidelnou autobusovou dopravu.
Jako akciová společnost byl Dopravní podnik města Liberce, a.s. zapsán od 1. dubna 1993. Od dubna 2000 do ledna 2010 bylo v obchodním rejstříku jako jediný akcionář zapsáno město Liberec.
V září 2008 koupil Dopravní podnik města Liberce asi za 30 milionů Kč od ČSAD Liberec, a.s. celou divizi MHD, která se do té doby podílela na MHD v Liberci asi 20 % výkonů jako subdodavatel. Podle ředitele DMPL Jiřího Veselky DPML koupil tuto divizi jednak z obavy, aby ji nekoupil někdo jiný, a jednak v souladu se svou strategií, že si podnik bude maximum služeb zajišťovat sám. Touto akvizicí mimo jiné získal 23 autobusů a přes 50 stálých či příležitostných řidičů.

## Rozšíření působnosti na Jablonec nad Nisou
14. května 2009 město Liberec v působnosti valné hromady na základě rozhodnutí rady města zvýšilo základní kapitál společnosti o 18,9 milionu Kč a 16. června 2009 o další 3 miliony Kč, všechny nové akcie byly upsány městu Jablonec nad Nisou, a to nepeněžitým vkladem nemovitostí na území města Jablonce nad Nisou. K 21. říjnu 2010 byla zapsána změna názvu na Dopravní podnik měst Liberec a Jablonec nad Nisou, a.s., k 10. listopadu téhož roku byl opraven na Dopravní podnik měst Liberce a Jablonce nad Nisou, a.s. Sídlo má v Liberci v Mrštíkově ulici nedaleko vozovny.
Těsně před 3. prosincem 2009, kdy vstoupilo v platnost nařízení Evropského parlamentu a Rady ES č. 1370/2007, které nařizuje výběrová řízení pro přidělování zakázek ve veřejné dopravě, uzavřelo město Jablonec nad Nisou bez výběrového řízení na deset let smlouvu o provozování MHD s Dopravním podnikem města Liberce. Nový dopravce měl do roku 2012 rozsah jablonecké MHD oproti roku 2009 zdvojnásobit. DPML převzal dopravu od 1. ledna 2010, zpočátku jezdil s vozidly pronajatými od ČSAD Jablonec nad Nisou, na jízdních řádech a jízdenkách již byl uveden nový provozovatel, avšak po určitou dobu platily i jízdenky původního dopravce a adresa ČSAD Jablonec nad Nisou byla v jízdních řádech uváděna pod názvem nového provozovatele jako jeho korespondenční adresa.

## Smluvní vztah s BusLine a.s.
2. prosince 2009 uzavřel DPML bez výběrového řízení smlouvu se společností ČSAD Jablonec nad Nisou a.s. (jejímž právním nástupcem byl BusLine a.s.) platnou do roku 2020 o celkovém objemu kolem 1,5 miliardy korun, podle níž má DPMLJ povinnost nakoupit od roku 2012 od BusLine minimálně 3,2 milionu vozokilometrů ročně. Proto na více než polovině městských linek provozovaných DPMLJ zajišťovala dopravu jako subdodavatel společnost BusLine. Podíl BusLine na autobusové městské dopravě v Jablonci byl stoprocentní, v Liberci asi třetinový. Smlouva údajně nahrazovala dřívější závazek Dopravního svazku obcí Jablonecka vůči ČSAD Jablonec. Společnosti BusLine pronajímala DPMLJ i 13 vlastních plynových autobusů. DPMLJ přitom sám od měst získal zakázku bez výběrového řízení jako tzv. vnitřní dopravce, který ji může dostat bez soutěže. Člen dozorčí rady podniku a opoziční liberecký zastupitel Josef Šedlbauer považoval smlouvu za nevýhodnou pro DPMLJ a protizákonnou a údajně podal k ÚOHS podnět k prošetření smlouvy. Podezřelé byly podle něj ceny i rozsah výkonů a DPMLJ podle jeho odhadu ročně tratila touto smlouvou asi 30 milionů Kč. Několik zaměstnanců DPMLJ obviňovalo svého zaměstnavatele ze snahy o likvidaci podniku.
Podle zprávy z počátku září 2018 neproplatil DPMLJ tři faktury, protože BusLine si svévolně navýšil výši zálohové platby u ceny za dopravní výkon, aniž by to předem s někým konzultoval, a proto byly faktury vráceny k doplnění. V souvislosti s neproplacenými fakturami údajně městu Jablonci BusLine hrozil, že by mohl skončit okamžitě ze dne na den. DMPLJ rovněž odmítal vyplácet společnosti BusLine přiměřený zisk, což činilo ročně zhruba 30 milionů korun, protože by to představovalo nedovolenou veřejnou podporu. BusLine smlouvu o dopravní obslužnosti, která původně měla končit prosincem 2019, vypověděl, přičemž výpovědní lhůta vypršela na konci ledna 2019. Důvod výpovědi byl údajně sdělen v textu výpovědi, ale BusLine ho zatím nechtěl medializovat. DPMLJ chtěl výpadek řešit pořízením autobusů v Německu. Na polovinu září svolal Jablonec nad Nisou kvůli řešení situace mimořádně zasedání zastupitelstva. Primátor Jablonce uvedl, že představitelé Jablonce chtějí vidět, že smlouva je potvrzená a že pořízené autobusy splňují nadefinovaný standard. Jablonec spolu s Dopravním spolkem obcí Jablonecka se připravoval i na variantu, že s BusLine uzavře přímou smlouvu, zatímco Liberec se chtěl spolupráce s BusLine už dlouho zbavit.
Rámcová smlouva mezi Dopravním sdružením obcí Jablonecka (DSOJ) a DPMLJ na zajištění provozu MHD v Jablonci nad Nisou měla platit až do konce roku 2019, subdodavatelská společnost BusLine však v létě 2018 vypověděla smlouvu společnosti DPMLJ, přičemž výpovědní lhůta vypršela v pátek 25. ledna 2019. DPMLJ se pokusil za BusLine sehnat náhradu, do soutěže se přihlásila společnost Autobusová doprava Podbořany, avšak soutěž skončila u antimonopolního úřadu. Zástupci obou měst, DSOJ a DPMLJ se 22. ledna 2019 dohodli, že smlouva na zajištění MHD v Jablonci k pátku skončí, písemně měli tuto dohodu zpracovat právní zástupci během následujících dní. DPMLJ požadoval garance, že DSOJ nebude nárokovat žádné možné škody v souvislosti s ukončením smlouvy.

## Kontroverze
Na konci roku 2011 vyšlo najevo, že DPMLJ vydal několik speciálních časových kuponů, které byly za velmi nízkou cenu určeny romským obyvatelům jablonecké lokality Zelené Údolí. Dvě desítky kuponů sloužily k bezplatné přepravě tramvají po Jablonci nad Nisou. Projekt měl zajistit vyšší školní docházku tamějších dětí, sklidil však výraznou kritiku a proto byl po zhruba dvou měsících zrušen.
V srpnu 2012 upozornil audit ministerstva financí na to, že dopravní podnik rozdělil zakázku na rekonstrukci části tratě z Liberce do Jablonce na dvě, čímž možná porušil dotační podmínky.

## Dálková doprava
Od 16. března 2009 zavedl Dopravní podnik města Liberce v partnerské spolupráci s GTS Travel s.r.o. přímou komerční dálkovou linku 540851 z Liberce z centrálního terminálu MHD Fügnerova do Prahy na Černý Most, jako konkurenci linky firmy Student Agency. Na této lince byl k 31. prosinci 2012 zrušen pravidelný provoz, pro zachování licence byl v jízdním řádu ponechán jen jeden pár spojů jedoucí dne 7. prosince 2013.
Od 16. ledna 2013 jezdily autobusy DPMLJ na vybraných spojích linky Student Agency, a to s odjezdy v 7.45 a 17.45 z Liberce AN a z Prahy v 10.00 a v 19.30, od 2. do 15. ledna 2013 na spojích s odjezdy v 7.15 z Liberce a v 18.15 z Prahy, s vozem umožňujícím přepravu vozíčkářů.

## Další aktivity
DPMLJ je významným poskytovatelem reklamních ploch, k pronájmu nabízí venkovní plochy autobusů i tramvají, pásy, držadla a televizní obrazovky uvnitř dopravních prostředků, poutače na terminálu Fügnerova, lavičky na mnoha zastávkách, poutače na sloupech trakčního vedení, ale i zadní strany lístků.
Kromě linek objednávaných městem provozuje DPMLJ v rámci MHD též komerčně objednávané linky k obchodním centrům Nisa a Géčko.[zdroj?]
V rámci Dopravního podniku funguje i Boveraclub, klub nadšenců tramvajové historie, který se snaží o obnovu historických tramvají. Obnovené tramvaje, „Bovera“ a „6MT“, pak lze spatřit v pravidelném provozu, zejména ve svátky. Lze si je však i pronajmout. Dopravní podnik zřizuje i Kroužek mladých dopraváků, zájmovou činnost pro děti, zajímající se o dopravu.
Do srpna 2012 podnik provozoval také cestovní agenturu, která zajišťovala pravidelné, hlavně jednodenní, zájezdy po České republice i do zahraničí. Agentura však údajně byla ve ztrátě a proto byla prodána společnosti BusLine, který ji nadále provozoval pod názvem CA Europa. Od července 2008 provozuje dopravní podnik i vlastní autoškolu se školícím střediskem, která je určena jak pro řidiče dopravního podniku, tak pro veřejnost.

## Hospodářský výsledek
Podle výroční zprávy za rok 2022 měl podnik roční obrat přes 614 milionů Kč, přepravil ročně více než 35 milionů cestujících a hospodaření za rok 2022 skončilo ziskem 1,75 milionu korun před zdaněním.